# 内分泌攪乱物質
内分泌攪乱物質（ないぶんぴつかくらんぶっしつ、英語: endocrine disruptor）とは、環境中に存在する化学物質のうち、生体にホルモン作用をおこしたり、逆にホルモン作用を阻害するもの。2003年5月の日本国政府見解では、「内分泌系に影響を及ぼすことにより、生体に障害や有害な影響を引き起こす外因性の化学物質」と定義されている。
内分泌攪乱化学物質、外因性内分泌攪乱物質などとも呼ばれる。日本では、かつては後述のように、マスコミ向けの造語として用意された環境ホルモンもよく使用されていたが、environmental hormoneは、それを直訳した和製英語であり、英文の論文でこの言葉を使っているのは、ごく一部の日本人研究者だけである。
2008年現在でも、日本の一般向け書籍で使われているが、マスコミ報道では、まず「内分泌攪乱化学物質」と正確に述べ、その後に「いわゆる環境ホルモン」などの注釈をつけることで、不明確な用語から距離をおいている。なお、漢字の「攪」が難しいことから、「撹乱」「かく乱」とも表記されることもある。

## 「環境ホルモン」という呼称
内分泌攪乱物質を一般市民に分りやすく紹介するために、日本放送協会と井口泰泉（横浜市立大学教授、当時）が「環境中に存在するホルモンのような物質」という意味合いから環境ホルモンという通称を1997年11月ごろに考案した。以降、一般向け解説書や行政文書、報道記事で広く使われている。
体内で合成されるというホルモンの本来の定義から外れており、実際にはホルモンとはいえないため、「環境ホルモン」はあくまでも便宜的な呼び方であるという見解が根強く示されているが、日本内分泌撹乱化学物質学会（環境ホルモン学会）は、その規約で「外因性内分泌撹乱物質（環境ホルモン）」とし、環境ホルモンを正式な通称として採用している。なお、「環境ホルモン」という言葉を作った井口は、この学会の発起人の一人であり現在副会長を務めている。
エストロゲン（女性ホルモンの一種）に似た作用を誘発するものがあったことから、以前には「エストロゲン様物質」とも呼ばれていた。しかし、女性ホルモンに限定されるものではなく、広く内分泌攪乱作用に起因すると懸念される悪影響による疾病（例えば、アレルギー、子宮内膜症、不妊、乳癌、発達障害など）への因果関係の究明も環境ホルモン問題である。

## 研究の起源
『沈黙の春』が発表された直後の1960年代後半からすでにDDTなどがホルモン的作用をする可能性が指摘されていたが、一般には1997年に出版された『奪われし未来』が指摘したことから注目された。またフォム・サールらがDES（ジエチルスチルベストロール）について「低濃度でだけ」影響が現れる場合があると報告したが、従来の毒性学によれば低濃度で出た影響は「高濃度でも」見られるはずであることから、学術的にも問題視された。
日本では1998年5月に環境庁（当時）が発表した「環境ホルモン戦略計画 SPEED '98」にて、「内分泌攪乱作用を有すると疑われる化学物質」67物質をリストしたことにより、強い不安感が高まり、一気にメディアに「環境ホルモン」の言葉が登場するようになった。
ただし、その後に検証実験事実が蓄積されるに従い、ほとんどの物質は哺乳動物に対する有意の作用を示さないことが一部に報告されている。その知見などを踏まえ、環境省は上記リストを取り下げた。現在では、リストは単に調査研究の対象物質であり、このリストに掲載されていたことをもって環境ホルモン物質もしくは環境ホルモン疑惑物質などと言うことは根拠がなくなったとされている。
定義をそのまま解釈すればホルモン類似物質である医薬品をも含むことになるが、実際には、より狭義に、環境中に意図せず存在する化学物質が体内へ取り込まれる危険性が予想される場合にのみこう呼ばれている（#環境ホルモン以外の内分泌攪乱物質を参照）。本来のホルモンと同様、非常に低濃度でも生体に悪影響を及ぼす可能性があるため、有害物質が高濃度に蓄積されて初めて問題になりうることを前提とした従来型の環境汚染の濃度基準では規制できないのではと危惧され、社会問題化した。
特にヒトや動物の生殖機能は、男性（雄）も女性（雌）も、性ホルモンと呼ばれる一群のステロイドホルモンの影響を非常に強く受けて微妙な調節がなされているため、体外のホルモン類似物質の影響を受けやすいとされている。河川、湖、海岸付近など、人間社会の近くに生息する魚類、貝類などの調査により、環境水中の内分泌攪乱化学物質の影響で生殖機能や生殖器の構造に異常が生じる現象が報告されている。ただし、こうしたメス化は、化学物質の作用ではなく、下水から排出される屎尿、つまり女性の尿に含まれる女性ホルモンのせいではないかという報告もあり、現在では人間の人口が爆発的に増えたため人のもつホルモン自体が他の生物に影響をあたえたものも多く指摘されている。

## 研究の現状
内分泌攪乱物質の研究は経済協力開発機構などを中心として各国が協力する形で進められている。日本では環境省を中心とするプロジェクト "SPEED '98" として進められ、当初内分泌攪乱物質の可能性が高いと考えられた物質から順に次のような試験で検討されてきた。
動物試験ラットを用いた繁殖試験、子宮肥大試験（女性ホルモン様作用を検出）、ハーシュバーガー試験（前立腺肥大により男性ホルモン様作用を検出）など。
試験管内試験ホルモン（女性ホルモン、男性ホルモン、甲状腺ホルモン）受容体への結合性試験、レポータージーン試験（ホルモン受容体による作用を調べる）、乳がん細胞試験（女性ホルモンによる増殖促進を検出）など — これらは動物での実際のホルモン様作用を検出するのでなく、その可能性があるかどうかを短時間で調べる方法である。検出感度は高いが、これで検出されたものが全て環境ホルモンとは限らない。
魚類などに対する試験繁殖試験、試験管内試験、ビテロジェニン試験（卵黄たんぱく質ビテロジェニンによりメス化の有無を調べる）など。
これまでにノニルフェノール、4-オクチルフェノール、ビスフェノールAが魚類に対してのみホルモン様作用を示すと発表されたが、高濃度で実験的に起きることが示されたのであって、自然界で実際に起きたことが示されたわけではない。また一般に哺乳動物のホルモン受容体は魚類のものより感受性が低いことなどから、これらの物質のヒトに対する影響はまずないとも考えられている。
SPEED '98 で取り上げられた物質のリストについては一部で「すでに環境ホルモンとして確認された」との誤解を招き、批判を受けた。現在このリストについては、拙速にまとめたリストであり根拠の乏しいものもあったこと、重点的な調査研究でも明確な内分泌攪乱作用を確認することができなかったことなどのため、実質的に廃止された。
なお、貝類で見られるメスのオス化は防汚剤として船舶に使われたトリブチルスズの影響である可能性が高いといわれているが、これは貝類特有の反応とされている。
上述のフォム・サールらの「逆U字効果」についても再現されなかったとの報告が多く、現在ではほぼ否定されている。また、男性の精子濃度が低くなってきたなどの報告もいくつかあるが、統計的妥当性に異論も多く、とうてい環境ホルモンの影響を議論できるものではない。
このように、環境中の化学物質は当初考えられたような危険性を持っているとは考えにくい。極端な論者によれば、環境ホルモンは「人心を攪乱しただけだ」という主張もなされるようになっている。
しかし、以下の事例のように環境ホルモンの研究の要請は続いている。
- 厚生労働省は、ビスフェノールAについて、2008年7月8日に「近年、動物の胎児や産仔に対し、これまでの毒性試験では有害な影響が認められなかった量より、極めて低い用量の投与により影響が認められたことが報告されたことから、妊娠されている方（これらの方の胎児）や乳幼児がこの物質を摂取すると影響があるのではないかという懸念が持たれています」として、食品安全委員会に食品健康影響評価を依頼している[8]。ただし、この元になった国立医薬品食品衛生研究所菅野純毒性部長が厚生労働省の科学研究費補助金事業として総額約三千万円の公費助成を受けてまとめた内分泌攪乱化学物質（環境ホルモン）ビスフェノールAの健康影響についての報告書に、少なくとも46ヶ所もの数値集計ミスがあったことが2009年7月に報道され[9]、現在、報告書の信頼性を含めて食品安全委員会において審議されている。

- 農林水産省は、とうもろこしなどの穀物につくカビが産出するカビ毒ゼアラレノンが、環境ホルモンとして危惧されているとして、2008年5月12日にリスクプロファイルシートを作成している[10]。

蓄積状況かつて排出された内分泌攪乱物質は水質を経由して底質や底生生物に蓄積されている状況が、「化学物質環境実態調査－化学物質と環境(年次報告書)」に示されている。

## 環境ホルモン以外の内分泌攪乱物質
環境ホルモンの定義には当てはまらないが、次のように内分泌に影響すると考えられる（または可能性がある）物質がある。多く二次性徴期にその影響が明らかとなったため、発見に時間がかかり、被害が広まる要因となった。
医薬品1960年代に合成女性ホルモン剤（流産防止効果があるとされたが、実際にはなかったらしい）として使われたジエチルスチルベストロールが女児に膣がんなどの影響を与えた例がある。
天然物植物中には女性ホルモン（エストロゲン）類似の作用を及ぼしうる物質が含まれ植物エストロゲンと総称される。これらは摂取量が合成物質よりもはるかに多いと考えられる点で無視できない。オーストラリアでヒツジの不妊が目立つことから研究され、クローバーに含まれる物質として明らかにされたのが最初であるが、ヒトの食物にもダイズに含まれるダイゼイン、ゲニステインをはじめとしていろいろなものがあり、イソフラボンと称される。東アジアでは日常的なダイズの摂取は古くから一般的であり、東洋人で乳癌発生率が低い原因はダイズ摂取ではないか（良い影響）とする疫学的研究もあるが、これらの物質の胎児に対する悪影響の有無なども詳しく検討されるべき課題である。
兵器
- 催涙剤など。モスクワ劇場テロの際は当局が呼吸機能に作用するカルフェンタニル（オピオイド）のガスを使用したと言われている。

## 関連人物
- 下位香代子